# Řasinka

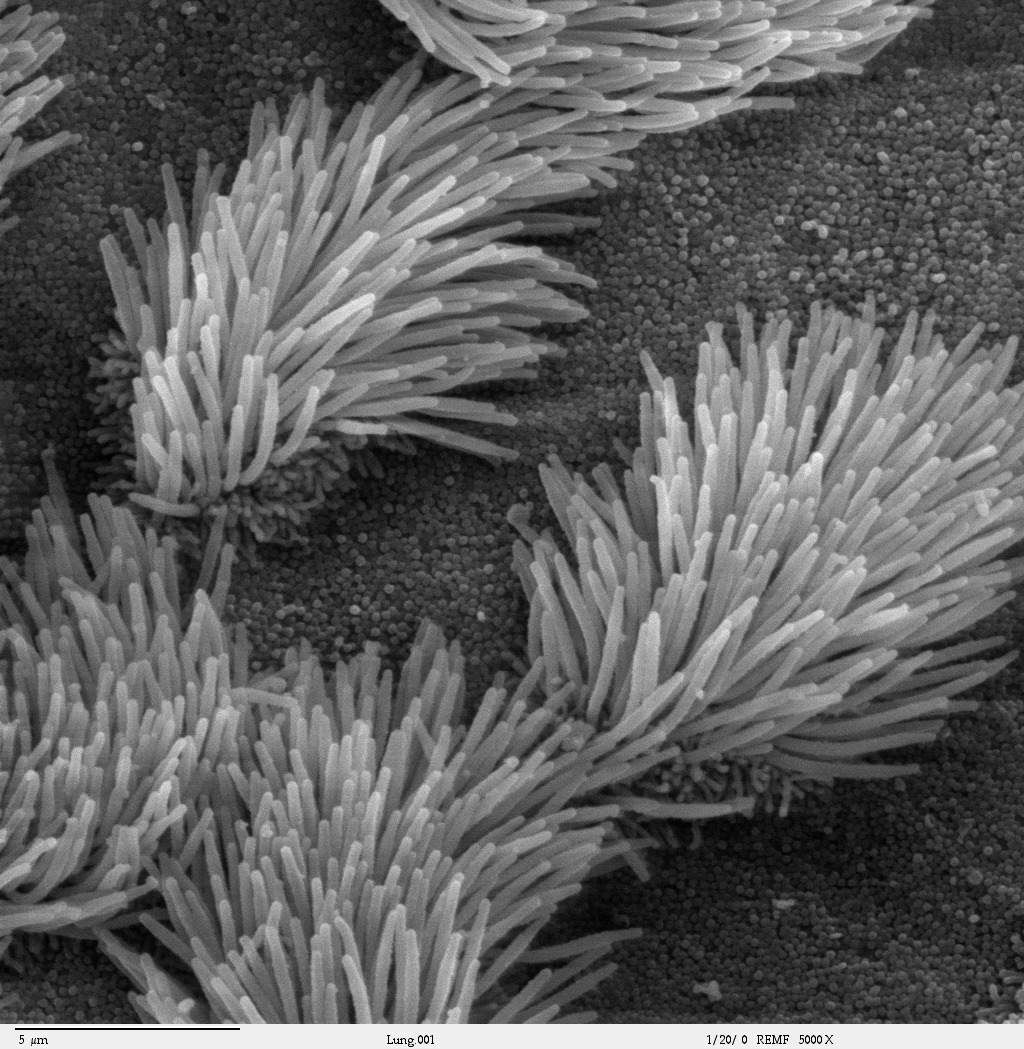
Mikrofotografie řasinek v respiračním epitelu plic

Řasinka, také brva či cilium, je buněčná struktura, která se nachází v některých eukaryotických buňkách. Má úzký vlasovitý tvar a velikost asi 5–10 mikrometrů. Směřuje ven z povrchu obrvených buněk.
Některé řasinky konají pravidelný pohyb (a často umožňují pohyb buňky – kinocílie), jiné však slouží pouze jako smyslové ústrojí a nepohybují se. Řasinky jsou složené z tubulinu a jiných proteinů.
Od bičíku se řasinky liší menší velikostí v poměru s buňkou a většinou i výrazně vyšším počtem. Společně se však obě struktury označují jako undulipodie.
Řasinky vykonávají v těle velmi důležité funkce a genetická vada spojená s jejich funkcí může vést k vážným onemocněním.

## Pohyblivé řasinky
Brvy jsou u rostlin vzácné, vyskytují se pouze u cykas. Velmi časté jsou u různých protistů, například prvoků. Vývojově vyšší eukaryotní organismy, jako je člověk, mají brvy také. Většinou jsou na určitém místě ve velkém množství a vykonávají koordinovaný pohyb.
U člověka jsou brvy například v průdušnici, kde vytahují hlen a nečistoty z plic. Ve vejcovodu také brvy pohybují vajíčkem do dělohy.

## Nepohyblivé řasinky
Nepohyblivé řasinky na rozdíl od pohyblivých se vyskytují v nižším počtu, často jen jedna na buňku.